# Wierings
Het Wierings is het dialect van het voormalige eiland Wieringen. Tegenwoordig wordt het dialect steeds minder gesproken, maar het valt evenwel nog geregeld te horen. Het Wierings is als dialect onderdeel van het West-Fries en is vooral sterk verwant met het Tessels. Op basis van een aantal kenmerken kan het als "Eiland-West-Fries" worden beschouwd.
Een uitgebreid onderzoek naar het Wierings is gedaan door de bekende taalkundige Jo Daan, door haar beschreven in het boek Wieringer Land en Leven in de Taal. Zij classificeert het Wierings als een Hollands dialect, maar merkt op dat het dialect wel vele kenmerken van het Fries bevat. 
Kenmerkend voor het Wierings is het gebruik van het verkleinende achtervoegsel -ke. Andere Noord-Hollandse dialecten gebruiken dit achtervoegsel niet of slechts in bepaalde woorden (Tessels: meike, meisje). Het Wierings is het enige dialect dat oude achtervoegsel behouden heeft in woorden als skoelke (schooltje), hauke (Poeltje, in de plaatsnaam De Haukes), huuske (huisje). De -ke duikt ook op in het woord sammelkes, de naam van een aardmannenvolkje op Wieringen. Om het verschijnsel van -ke uitgangen in volle glorie te horen moet men vanaf Wieringen maar de Afsluitdijk nemen: in het Fries komen ze namelijk veelvuldig voor.
Het Wieringse dialect is in rap tempo aan het verdwijnen. Vooral de oudste generatie op het voormalige eiland spreekt nog zuiver Wierings; de jongste generatie spreekt nauwelijks nog echt het zware of sterke Wieringse dialect. Het lichte dialect dat de jongste generatie dan nog wel spreekt ligt ook dichter bij "Land-West-Fries". Het verdwijnen van het dialect hangt ook samen met het feit dat groot aantal inwoners van buiten de regio is gekomen via de Koninklijke Marine die in Den Helder is gevestigd. Een grote groep van die marinemensen woont in Hippolytushoef.